# Uwe Daßler
Uwe Daßler (* 11. Februar 1967 in Ebersbach/Sa.) ist ein ehemaliger deutscher Schwimmer, der für die DDR startete.

## Werdegang
In den Jahren 1985 und 1987 wurde er Europameister über 400 m Freistil, 1985 zudem auch Europameister über die 1500 m. Seinen größten sportlichen Erfolg hatte er 1988, als er bei den Olympischen Spielen in Seoul in Weltrekordzeit Olympiasieger über die 400 m Freistil wurde. Über 1500 m Freistil gewann er die Bronzemedaille. Für seine sportlichen Erfolge bei den Olympischen Spielen wurde er mit dem Vaterländischen Verdienstorden in Gold ausgezeichnet.
Uwe Daßler schwamm für den ASK Vorwärts Potsdam; auf seiner Spezialstrecke, den 400 Meter Freistil, war er von 1985 bis 1989 fünfmal in Folge DDR-Meister.
Nach seiner Laufbahn als Sportler wurde er Vermögensberater.